# Щёголь (люгер)
«Щёголь» — люгер Каспийской флотилии Российской империи, первый из четырёх люгеров одноимённого типа. Находился в составе флота с 1807 по 1818 год, принимал участие в русско-персидской войне 1804—1813 годов, использовался в качестве крейсерского и для оказания поддержки операциям сухопутных войск.

## Описание судна
Парусный люгер с деревянным корпусом, один из четырёх люгеров одноимённого типа, строившихся в Казани с 1806 по 1808 год. Длина люгера по сведениям из различных источников составляла от 18,3 до 20,12 метра, ширина — 5,49—5,5 м метра, а осадка 2,79—2,8 метра. Вооружение судна состояло из восьми орудий.

## История службы
Люгер «Щёголь» был заложен 15 (27) мая 1806 года на стапеле Казанского адмиралтейства и после спуска на воду 11 (23) мая 1807 года вошёл в состав Каспийской флотилии России. Строительство вёл кораблестроитель Е. И. Кошкин.
В кампанию 1807 года совершил переход от Казани до Астрахани. Принимал участие в русско-персидской войне 1804—1813 годов, в кампании с 1808 по 1813 год выходил в крейсерские плаванья к берегам Восточного Закавказья и оказывал поддержку сухопутным войскам. В том числе в декабре 1812 года совместно с бригом «Змея» принимал участие в сражении с персидскими войсками, которые шли на помощь гарнизону осаждённой эскадрой капитана 1-го ранга Е. В. Веселаго Ленкорани, после чего 1 (13) января 1813 года оба судна присоединились к бомбардировке крепости при её штурме.
По окончании службы в 1818 году люгер «Щёголь» был разобран в Астрахани.

## Командиры люгера
Командирами люгера «Щёголь» в составе Российского императорского флота в разное время служили:
- С. И. Варваций (1807 год);
- П. В. Кордюков или Курдюков (до июля 1808 года);
- лейтенант С. П. Кушников (с июля 1808 года)[7].

### Комментарии
1. ↑  Всего в рамках серии было построено 4 люгера: «Щёголь», «Горностай 1-й», «Белка» и «Горностай 2-й»[1].
2. ↑  60 футов[2].
3. ↑  18 футов[2].
4. ↑  9 футов 2 дюйма[2].